# Síndrome de Bartter
La síndrome de Bartter és un defecte genètic rar en la porció gruixuda de la nansa ascendent de Henle. Es caracteritza per presentar hipopotassèmia, alcalosi metabòlica i pressió arterial normal o baixa. Hi ha dos tipus diferents de síndrome de Bartter: neonatal i clàssic. La síndrome de Gitelman és una patologia molt relacionada amb aquesta síndrome, de característiques intermèdies entre tots dos tipus.
Pren el seu nom del Dr. Frederic Bartter, que, juntament amb el Dr. Pacita Pronove, va descriure per primera vegada la malaltia en 1960.

## Característiques
En el 90% dels casos, la Síndrome de Bartter neonatal apareix entre les setmanes 24 i 32 de gestació, manifestant-se com polihidramnis. Després del naixement, presenta polidípsia i poliúria. Si no es rep l'aportació líquida necessària pot aparèixer deshidratació molt greu. Aproximadament el 85% dels nens afectes presenten hipercalciuria i nefrocalcinosis, que pot derivar en litiasi renal. En rares ocasions pot progressar a insuficiència renal.
Els pacients amb síndrome de Bartter clàssic també poden presentar símptomes en els dos primers anys de vida, encara que habitualment són diagnosticats en l'edat escolar o fins i tot més tard. Igual que en la síndrome neonatal, els pacients també presenten poliuria, polidipsia i tendència a la deshidratació, però una excreció renal de calci normal o molt poc augmentada sense tendència a l'aparició de càlculs renals. Aquests pacients també tenen tendència a sofrir vòmits i retard en el creixement. La funció renal és normal si la malaltia es tracta, però ocasionalment pot derivar en estadis avançats d'insuficiència renal.
La síndrome de Bartter consisteix en hipopotasemia i alcalosis metabòlica amb una tensió arterial normal o baixa, amb renina i aldosterona elevades. Probablement existeixen nombroses causes. Els marcadors diagnòstics inclouen nivells alts de potassi i clor en orina malgrat els nivells baixos en sèrum, renina elevada en sang, hiperplàsia de l'aparell juxtaglomerular en la biòpsia i exclusió d'abús de diürètics. Habitualment es troba un excés de producció de prostaglandines renals. També poden trobar-se pèrdues urinàries de magnesi incrementades.

## Diagnòstic
Els pacients amb síndrome de Bartter presenten símptomes idèntics a aquells pacients que prenen diürètics de la nansa, com la furosemida.
Les troballes clíniques de la síndrome de Bartter són hipopotasemia, alcalosis metabòlica i pressió arterial normal o baixa. Aquestes troballes també poden ser causats per:
- Vòmits crònics: Aquests pacients també poden tenir nivells urinaris de clor baixos.
- Abús de medicació diürètica: Abans de fer el diagnòstic ha d'excloure's l'ús de diürètics com a causa del quadre clínic.
- Deficiència de magnesi i calci: aquests pacients també tindran nivells de calci i magnesi en orina.

Els pacients amb síndrome de Bartter també poden tenir nivells de renina i aldosterona elevats.
La síndrome de Bartter prenatal pot associar-se amb polihidramnis.

## Fisiopatologia
La síndrome de Bartter és causat per mutacions de gens que codifiquen proteïnes que transporten ions a través de les cèl·lules renals de la porció gruixuda de la nansa ascendent de la nansa de Henle de la nefrona.
Les síndromes de Gitelman i Bartter poden dividir-se en diferents subtipos basant-nos en els gens implicats
| Nom                                                            | Tipus de Bartter | Mutacions associades | Defecte                                                  |
| Síndrome de Bartter neonatal                                   | tipus 1          | NKCC2                | Cotransportador Na-K-2Cl                                 |
| Síndrome de Bartter neonatal                                   | tipus 2          | ROMK                 | Canal de K+ de la porció gruixuda de la branca ascendent |
| Síndrome de Bartter clàssic                                    | tipus 3          | CLCNKB               | Canal de Cl-                                             |
| Síndrome de Bartter amb sordera neurosensorial                 | tipus 4          | BSND                 | Subunitat accessòria del canal de Cl-                    |
| Síndrome de Bartter associat a hipocalceia autosómica dominant | tipus 5          | CASR                 | mutació activadora del receptor sensor de Ca2+           |
| Síndrome de Gitelman                                           | -                | SLC12A3 (NCCT)       | Cotransportador Na+/Cl-                                  |

## Tractament
Els pacients han de dur a terme una dieta amb alts nivells de sodi i potassi. També pot ser necessari l'ús de suplements de potassi, o l'ús d'espironolactona per disminuir la seva pèrdua urinària.
També es poden utilitzar AINEs, que són particularment útils en pacients amb síndrome de Bartter neonatal.
També poden utilitzar-se els IECAs.

## Pronòstic
L'escassa informació de pronòstic disponible suggereix que el diagnòstic precoç i el tractament adequat en nounats i nens amb síndrome de Bartter clàssic pot millorar el seu creixement i desenvolupament neurològic i intel·lectual. D'altra banda, la hipopotasemia sostinguda i hiperreninemia poden causar nefritis tubulointersticial progressiva, produint al cap del temps una fallada renal. Amb tractament precoç dels desequilibris hidroelectrolítics el pronòstic dels pacients amb síndrome de Bartter clàssic és bo.